# Cebrén

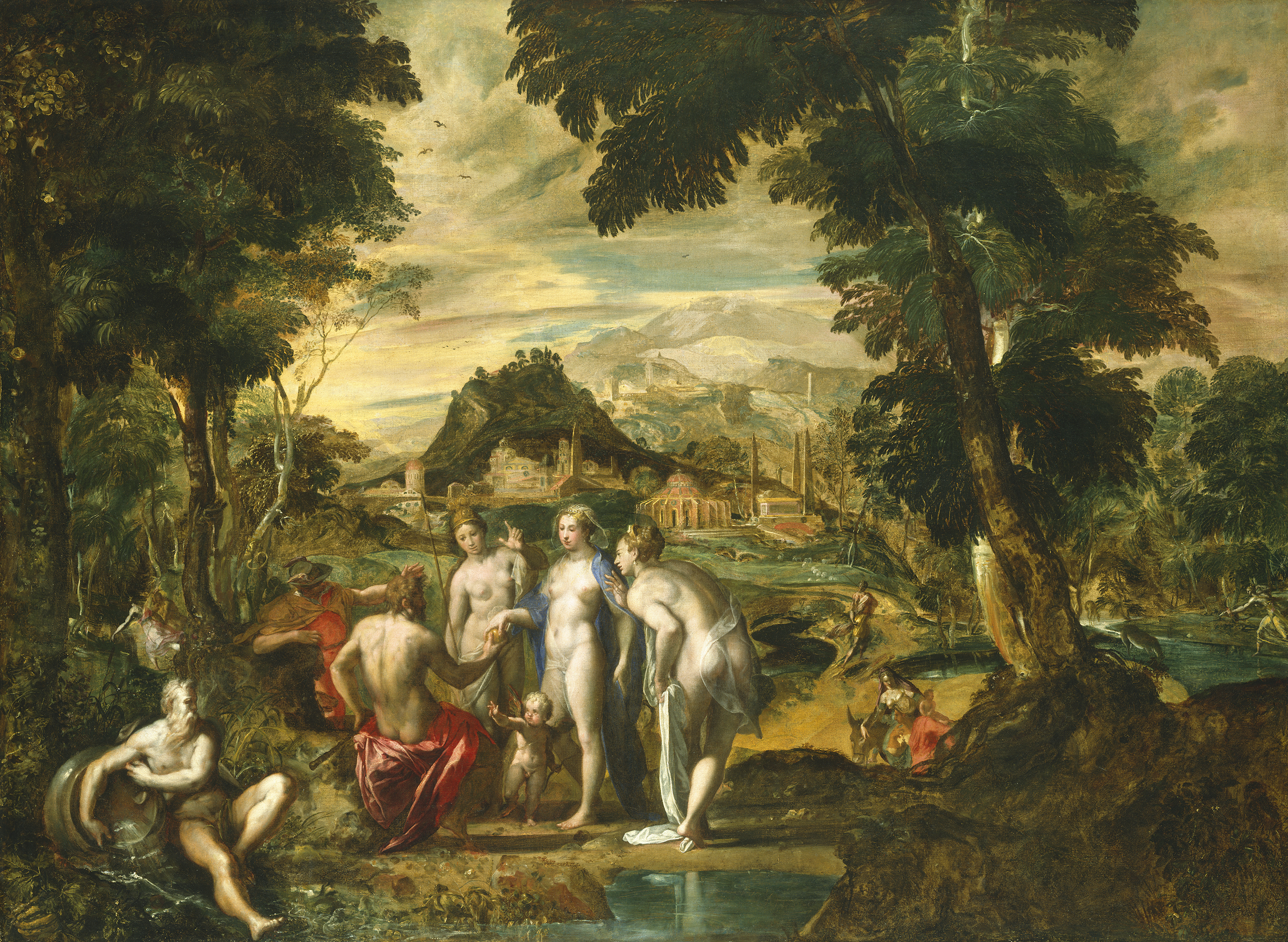
Pintura de Giovanni Sons que representa el Juicio de Paris. Siglo XVI. Galería Nacional de Arte (Washington).

En la mitología griega, Cebrén (Κέβρην) —también llamado Eneo— era un río y un dios fluvial de Frigia, situado cerca del monte Ida. Todos los ríos son hijos de los titanes Océano y Tetis, aunque nunca se especifica esta filiación de manera individual con el Cebrén. La ciudad de Cebrene fue así llamada en honor a este dios fluvial.
Cebrén sólo aparece antropomorfizado en calidad de padre de varias hijas. Unos dicen que Príamo se casó primero con Arisbe, hija de Mérope, en la que tuvo un hijo, Ésaco; éste desposó a Astérope, hija del Cebrén, y al enviudar, por sus lamentos fue transformado en pájaro. Otras versiones dicen que Hesperie era una Cebrenina, «hija del Cebrén», si es que Hesperie y Astérope no son la misma ninfa. Otros dicen que Alejandro se desposó con Enone, hija del río Cebrén. Ésta, que había aprendido de Rea el arte adivinatoria, previno a Alejandro para que no navegase en busca de Helena. Enone era una hechicera reputada en el uso de hierbas medicinales.